# Nemzetközi Páneurópa Unió

A Páneurópa kiáltvány eredeti zászlója
„A napkereszt jegyében, amely a felvilágosodás napját összekapcsolja a nemzetközi emberiesség vörös keresztjével, a páneurópai eszme győzedelmeskedni fog a soviniszta pusztító politika minden korlátoltsága és embertelensége felett.”

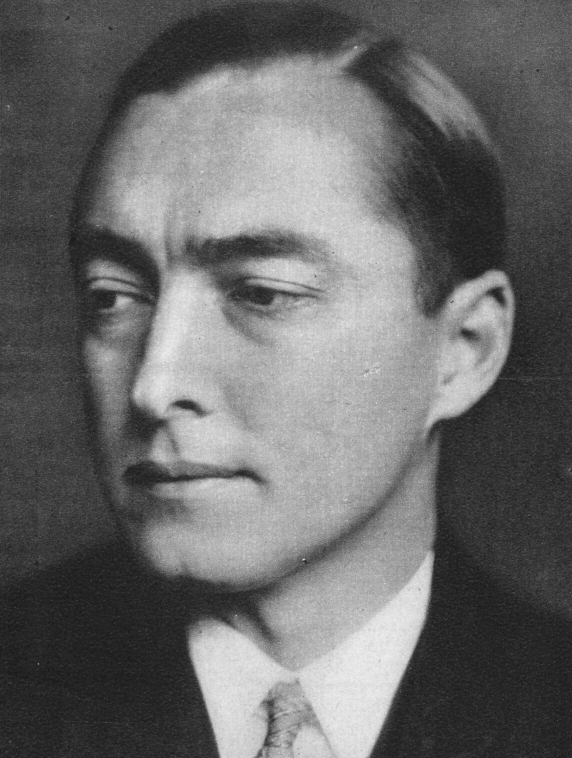
Richard Coudenhove-Kalergi gróf

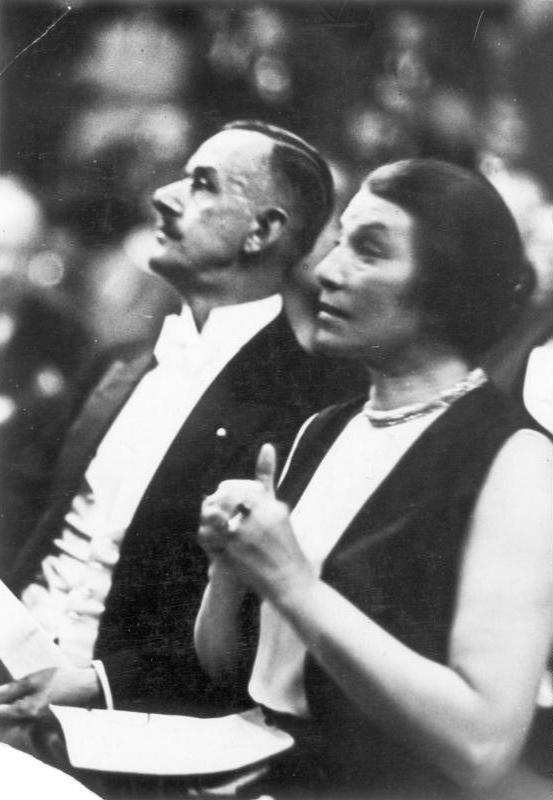
Thomas Mann német író és Ida Roland-Coudenhove-Kalergi 1930-ban egy Páneurópa összejövetelen Berlinben

A Nemzetközi Páneurópa Unió az egyik legrégibb európai egyesítési mozgalom, ami 1923-ban vette kezdetét, amikor Richard Coudenhove-Kalergi gróf felvázolta egy egységes Európa képét Paneuropa című kiáltványában.
Európai férfiak, európai nők! Ütött Európa sorsdöntő órája…
…Sem Kelet-Európa, sem Skandinávia, sem a Balkán kis országai, sem a lefegyverzett Németország nem lenne képes az orosz roham kivédésére. A Rajna, az Alpok és az Adria lennének  Európa új határai; egészen addig, amíg ezek a határok is le nem omolnának és Európa Oroszország nyugati provinciája lenne. Ezzel a veszéllyel szemben csak egyetlen menekvés létezik: az európai  összefogás. Az egységes Európa számára nem létezik orosz veszély. Mivel kétszer annyi lakosa van, mint Oroszországnak és összehasonlíthatatlanul fejlettebb ipara. Így az orosz veszélyre vonatkozó döntés nem Oroszországon, hanem Európán múlik …
Gróf Coudenhove-Kalergi európai szellemiségű arisztokrata volt, aki az európai föderalizmus történetének az egyik legnagyobb gondolkodójává vált.

## Története
A szervezet célja a keresztény Európa egysége, ami mentes a "nihilizmustól, ateizmustól és erkölcstelen konzumizmustól". "A kiemelt nemzeti érzületű emberek konfliktushoz, az háborúhoz, az pedig káoszhoz vezetnek." politikai pártoktól független, de négy alapvető elve (szabad akarat, kereszténység, szociális felelősségvállalás és az európai integráció iránti elkötelezettség) alapján értékel politikusokat, pártokat és intézményeket. Kallergi az első világháborút lezáró békeszerződések után a határok megváltoztatását lehetetlennek gondolta, ezért a jövő Európáját egy olyan föderatív unió létrehozásával javasolta elkerülni, amelyben a határok lényegében eltűnnek és megoldódnak a békeszerződés által létrehozott gazdasági és nemzetiségi problémák.
A Páneurópa Unió híres tagjai között voltak Thomas Mann, Franz Werfel, Salvador de Madariaga, Charles de Gaulle, Aristide Briand, Konrad Adenauer, Franz Josef Strauss, Bruno Kreisky és Georges Pompidou. A nemzetiszocialista Németország 1933-ban betiltotta a mozgalmat, a második világháború után azonban újjáalakult.
Jelenlegi elnöke 2004 óta Alain Terrenoire, a mozgalom francia ágának igazgatója. Richard Coudenhove-Kalergi grófnak – a szervezet megálmodójának –, 1972-ben bekövetkezett halálát követően, 1973-tól tiszteletbeli elnöke Habsburg Ottó volt, egészen 2011. évi haláláig. A Nemzetközi Páneurópa Unió mozgalom sok európai országban jelen van, központi titkársága Münchenben található. A Magyar Páneurópa Unió Egyesület (MPUE) 2017. március 25-én kelt nyilatkozatában kijelentette, hogy olyan Európai Unió létrejöttére törekszik, amely a több évezredes görög-római és a zsidó-keresztény értékekre épül, s hagyományait tiszteletben tartja.